# Johann-Albrecht Haupt
Johann-Albrecht Haupt (* 24. Juli 1943 in Schwerin) ist ein deutscher Rechtswissenschaftler und säkularer Humanist. Zu seinen Arbeitsschwerpunkten zählt die Umsetzung des Verfassungsauftrages zur Trennung von Staat und Religion, vor allem die Beendigung der Staatsleistungen an die Kirchen.

## Leben
Johann-Albrecht Haupt wurde im Zweiten Weltkrieg geboren als Sohn des Apothekers Wolfgang Haupt (* 16. März 1908 in Elbing; † 8. April 1945 in Russland) und der Elisabeth Haupt, geborene von Koppelow (* 30. April 1919 in Schwerin; † 2004 in Oyten).
In der Nachkriegszeit floh die verwitwete Mutter mit Haupt und dessen beiden Schwestern 1952 aus der DDR nach Herford in Westfalen. Dort besuchte Johann-Albrecht Haupt von 1953 bis 1962 das Friedrichs-Gymnasium. Nach seinem Abitur studierte er von 1962 bis 1965 zunächst die Fächer Germanistik und Philosophie in Freiburg im Breisgau an der Albert-Ludwigs-Universität sowie in West-Berlin, von 1965 bis 1970 dann Rechtswissenschaften an der Universität Göttingen. Nach seiner Referendarzeit von 1970 bis 1972 legte er in Hannover das Zweite Staatsexamen ab.
Als Beamter des Landes Niedersachsen arbeitete Haupt ab 1973 zunächst in der Bezirksregierung Hannover, dann von 1990 bis zu seiner Pensionierung im Jahr 2008 im Niedersächsischen Kultusministerium.
Von 2007 bis 2013 war Haupt Vorstandsmitglied der Humanistischen Union (HU) und seit 2014 Beirat der HU. 2017 war er Gründungsbeirat des Instituts für Weltanschauungsrecht, dem er seitdem angehört. Er tritt regelmäßig in der Öffentlichkeit zum Verfassungsauftrag zur Trennung von Staat und Religion und der Beendigung der Staatsleistungen an die Kirchen in Erscheinung.
Johann-Albrecht Haupt ist verheiratet und hat zwei Söhne.

## Positionen

### Kirchenprivilegien
Johann-Albrecht Haupt hat eine umfassende Dokumentation der Kirchenprivilegien vorgelegt. Er zählt neun Hauptprivilegien in den Feldern Körperschaft des öffentlichen Rechts (K.d.ö.R.), Besteuerungsrecht, Religionsunterricht, Theologische Fakultäten, Staatsleistungen, Anstalts- und Militärseelsorge, Staatskirchenverträge, Arbeitsrecht, Steuer- und Gebührenbefreiungen und 38 weitere Privilegien von Amtseid und Atome Abfallstoffe bis zu Veranstaltungen im Freien und Zwangsmitteln.

### Staatsleistungen
Seit 2011 veröffentlicht er für die Humanistische Union basierend auf Recherchen der Haushaltspläne der Bundesländer die Höhe der Staatsleistungen an die evangelische und katholische Kirche. Demnach erhielten die Kirchen seit 1949 fast 20 Milliarden Euro vom Staat (Stand 2020). Die jährliche Veröffentlichung der Zahlen wird von den Medien bundesweit rezipiert.
In einer Stellungnahme für den Schleswig-Holsteinischen Landtags zum Antrag der Fraktion der FDP „Kirchenstaatsverträge evaluieren“ im Jahr 2014 bewertete er den Vorschlag der Einsetzung einer unabhängigen Kommission für den Bereich der Staatsleistungen als „sachgerecht und wünschenswert“. Die Kommission wurde hingegen nicht eingesetzt.

Im Vorfeld des 100. Jahrestages der Nicht-Umsetzung des Verfassungsauftrags zur Ablösung der Staatsleistungen wertete er die Positionen der im Bundestag vertretenen Parteien für das Institut für Weltanschauungsrecht aus. Zur Aufgabe der Politik und der Faktenlage der kirchlichen Ansprüche sagte er:
„Die Kirchen haben bis zum Jahr 1919 Immobilien und Vermögen vielfach aufgrund von Umständen erworben, die unter rechtsstaatlichen Gesichtspunkten fraglich sind. Die Kirchen sollten im Rahmen der wissenschaftlichen Aufarbeitung der Ablöse-Höhe zu einer Stellungnahme aufgefordert werden, mit welcher ethischen Begründung sie nach Jahrhunderten für den Vermögensverlust noch heute vom Steuerzahler einen Ausgleich verlangen. Am Ende ist es Aufgabe des Gesetzgebers, festzulegen, ob und wie viel heute noch zu entschädigen ist.“
Das 2018 gegründete zivilgesellschaftliche Bündnis altrechtliche Staatsleistungen abschaffen (Ba§ta) vertritt er als Sprecher.
Den von den Oppositionsfraktionen FDP, Linkspartei und Grünen am 13. März 2020 vorgestellten Entwurf für ein Grundsätzegesetz zur Ablösung der Staatsleistungen kritisierte er und lehnte u. a. die darin vorgesehene Zahlung von zusätzlichen 10,6 Milliarden Euro an die Kirchen als „willkürlich“ ab.

### Staatsverträge mit Religionsgemeinschaften
In der Debatte im Land Niedersachsen um die Ausweitung von Verträgen des Staates mit Kirchen auf Islamverbände (u. a. islamischen Religionsunterricht, Bau von Moscheen, religiöse Feiertage) sprach er sich 2015 in der taz gegen derartige Vereinbarungen aus. Die Menschen hätten in Deutschland „innerhalb der Schranken des für alle geltenden Gesetzes“ ohnehin das Recht, ihre Religion frei zu wählen und auszuüben, die Religionsgemeinschaften könnten sich frei organisieren. Es bestehe kein Bedarf nach grundsätzlichen Verträgen zwischen dem Staat und den Religionsgemeinschaften. Die bestehende Rechtslage festzuschreiben, sei unnötig. Soweit Rechtsänderungen in Aussicht genommen werden, müsse ohnehin der Gesetzgeber tätig werden. Der Hinweis auf Gleichbehandlung mit den zahlreichen mit den christlichen Kirchen geschlossenen Staatsverträge sei berechtigt, jedoch seien die Verträge mit den Kirchen zu beenden und nicht auf Islamverbände zu übertragen. Kritisch sei zudem, dass ein Vertragspartner wie DITIB „sicherlich keine Religionsgemeinschaft im Sinne des deutschen Verfassungsrechts“ sei.

### Sterbehilfe
Im Jahr 2014 wirkte er an „10 Leitsätzen für Selbstbestimmung bis zum Lebensende“ eines zivilgesellschaftlichen Bündnisses mit und wandte sich gegen den im Jahr 2015 eingeführten, und im Jahr 2020 für verfassungswidrig und nichtig erklärten, § 217 StGB.